# Nicolás Rinaldi
Nicolás Rinaldi (General La Madrid, provincia de Buenos Aires, Argentina; 23 de agosto de 1993) es un futbolista argentino. Juega de mediocampista central y su equipo actual es Gimnasia y Tiro de Salta  de la Primera Nacional de Argentina.

## Estadísticas
| Club                    | País          | Año           | Part. | Goles |
| ----------------------- | ------------- | ------------- | ----- | ----- |
| Rivadavia (L)           | Argentina     | 2011-2012     | 15    | 0     |
| Rangers                 | Chile         | 2013-2014     | 31    | 0     |
| Rivadavia (L)           | Argentina     | 2014-2015     | 18    | 2     |
| Ferro Carril Oeste (GP) | Argentina     | 2015-2016     | 34    | 5     |
| Sarmiento (J)           | Argentina     | 2017-2018     | 25    | 2     |
| Flandria                | Argentina     | 2018-2019     | 33    | 4     |
| Alvarado                | Argentina     | 2019-2020     | 9     | 1     |
| Estudiantes (BA)        | Argentina     | 2020-2021     | 33    | 6     |
| Cienciano               | Perú          | 2022          | 34    | 5     |
| Deportivo Cuenca        | Ecuador       | 2023          | 28    | 1     |
| Gimnasia y Esgrima (M)  | Argentina     | 2024-Act.     | 31    | 0     |
| Total carrera           | Total carrera | Total carrera | 261   | 26    |